# Carbonara al Ticino
Carbonara al Ticino ist eine Gemeinde mit 1433 Einwohnern (Stand 31. Dezember 2023) in der Provinz Pavia in der italienischen Region Lombardei.

## Ortsteile
Im Gemeindegebiet liegen neben dem Hauptort die Fraktion Canarazzo, sowie die Wohnplätze Cantarana, Casoni und Sabbione.